# CD Universidad César Vallejo
Club Social Cultural Deportivo Universidad César Vallejo – peruwiański klub piłkarski z siedzibą w mieście Trujillo, stolicy regionu La Libertad.

## Historia
Universidad César Vallejo założony został 6 stycznia 1996 roku. Po wygraniu Copa Perú w 2003 roku klub awansował do pierwszej ligi (Primera división peruana), w której rozegrał tylko dwa sezony i w roku 2005 spadł do drugiej ligi (Segunda división peruana).

## Osiągnięcia

### Krajowe
- Torneo del Inca

| zwycięstwo (1):     | 2015 |
| drugie miejsce (0): | –    |